# Brachymeria inermis
Brachymeria inermis is een vliesvleugelig insect uit de familie bronswespen (Chalcididae). De wetenschappelijke naam is voor het eerst geldig gepubliceerd in 1840 door Fonscolombe.